# Narcosubmarino

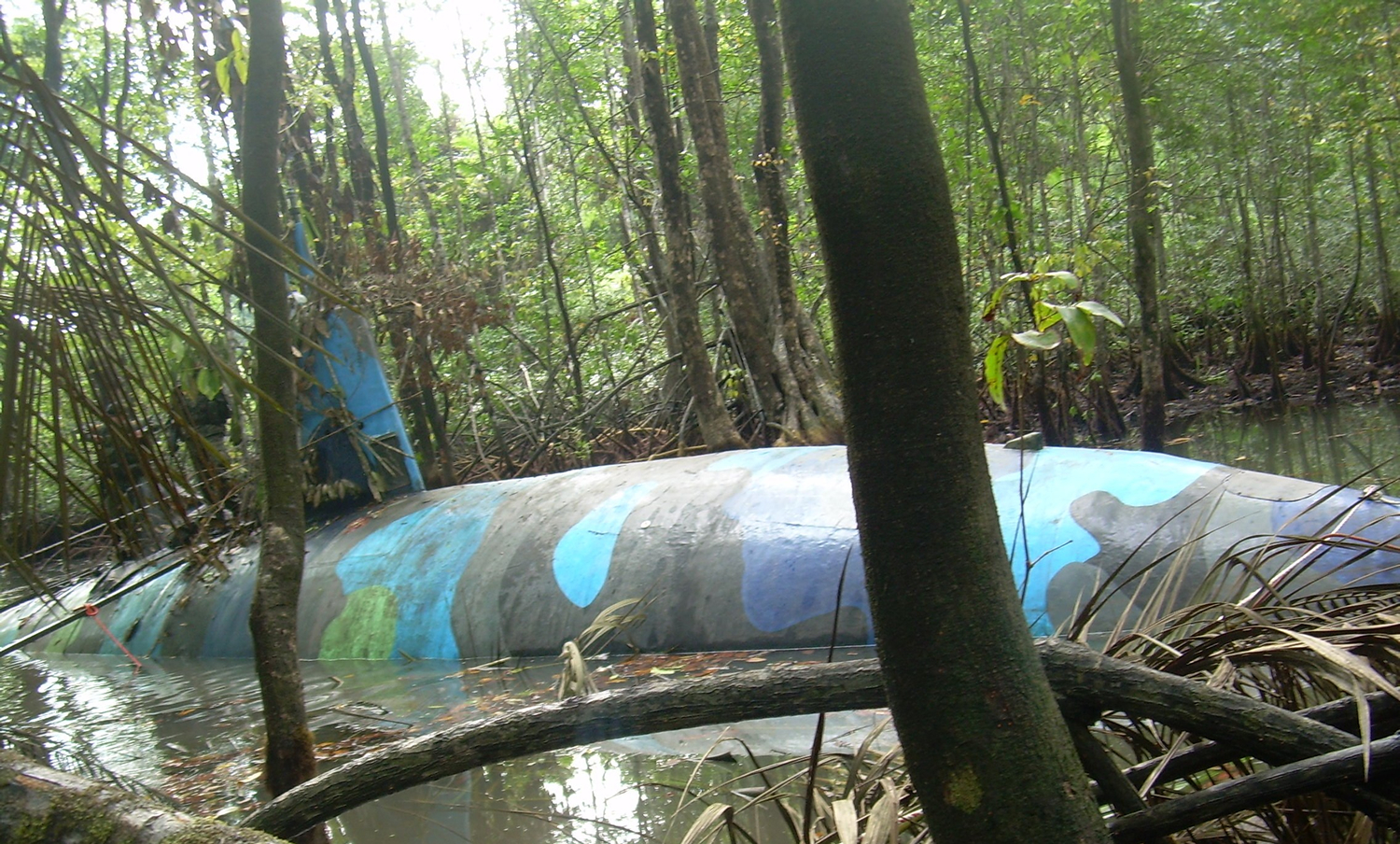
Un narcosubmarino en Ecuador en julio de 2010. Esta nave fue un verdadero submarino con capacidad de inmersión de hasta 20 metros. Fue incautado antes de su viaje inaugural.

Un narcosubmarino, también llamado Big Foot sub por la Armada de los Estados Unidos, es un vehículo marino autopropulsado personalizado construido por narcotraficantes principalmente mexicanos o colombianos para transportar cocaína ilegalmente de Colombia a los Estados Unidos y a España. Algunos son verdaderos submarinos capaces de viajar bajo la superficie del agua pero otros tienen una estructura que los convierten en incapaces de aguantar la presión de una inmersión total aunque su estética recuerda a la de un submarino convencional, por lo que se trata en realidad de semisumergibles. 

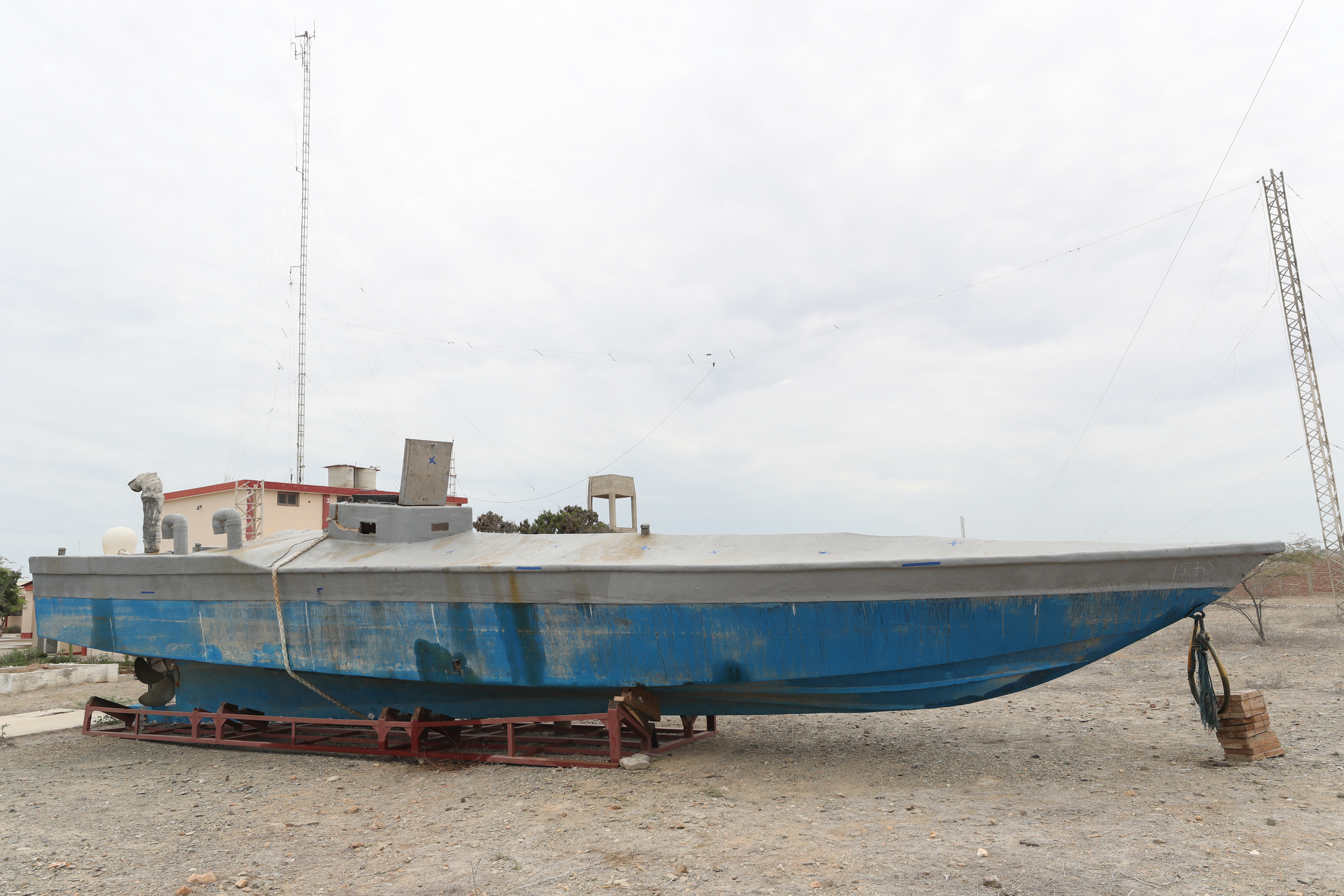
Un narcosubmarino capturado por la Armada del Perú en diciembre de 2019

Los narcosubmarinos empezaron a ser usados al final de la década de los 1990. Los narcosubmarinos de más reciente construcción son 'casi completamente' sumergibles con el fin de ser difíciles de detectar visualmente, por radar, sonar o sistemas infrarrojos. Las cargas suelen ser de varias toneladas. En 2015, se incautó en un semisumergible la carga más grande conocida, de unas 7.7 toneladas (17 000 libras). Las capacidades de estas embarcaciones van en aumento (algunas son capaces de cruzar el Océano Atlántico); sus capacidades operativas, autonomía y radio de acción se están ampliando; y su número está creciendo.
El traficante de drogas Laureano Oubiña asegura que hay un cementerio marino de narcosubmarinos cerca de las islas Canarias (España).

## Contrabando de cocaína

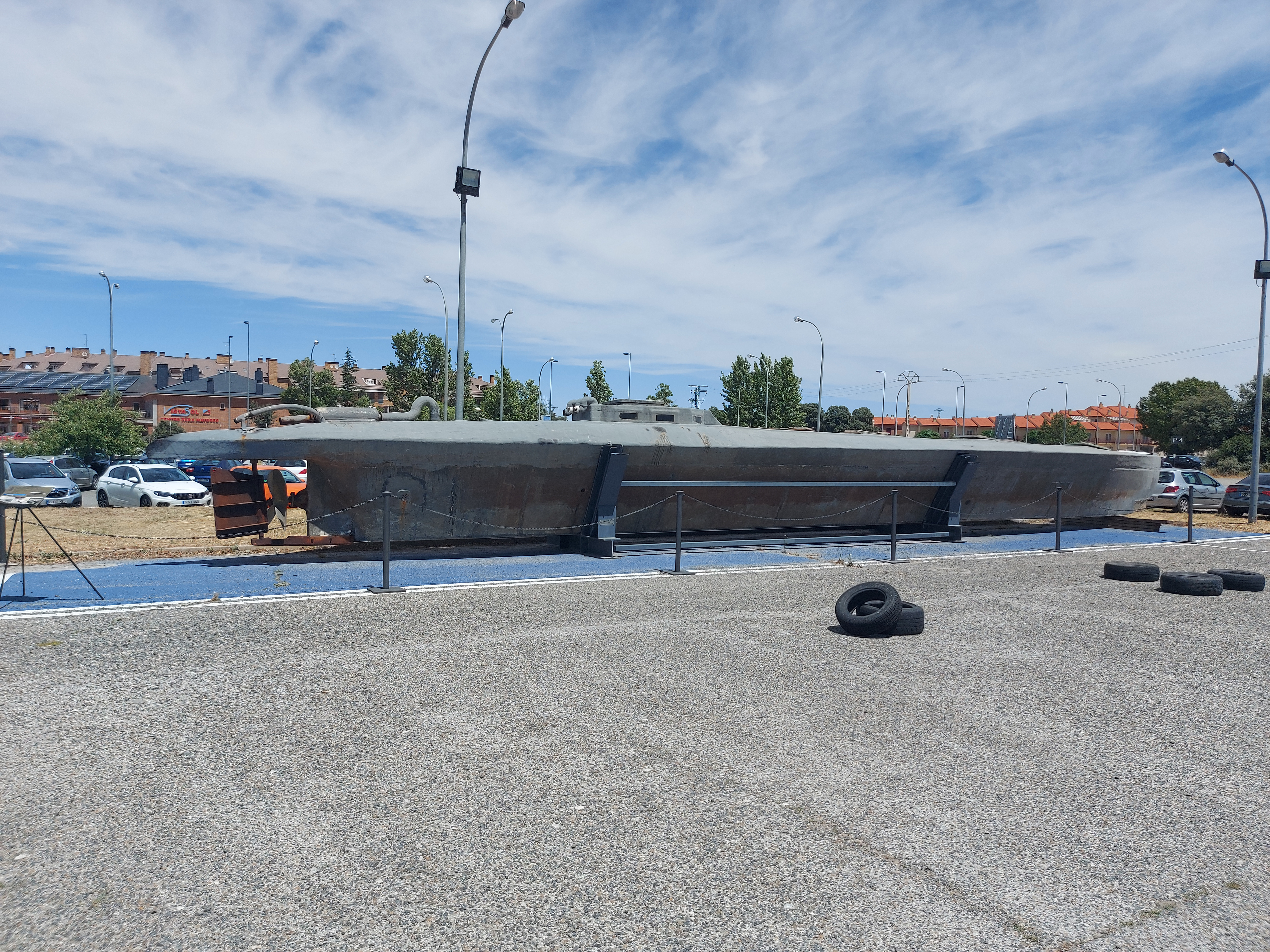
Submarino de contrabando trasatlántico custodiado por el Cuerpo Nacional de Policía de España en la Escuela Nacional de Policía en Ávila.

Durante la década de los 1980, las lanchas go fast eran las embarcaciones preferidas de los narcotraficantes, debido a su alta velocidad de crucero tanto de día como de noche; pero al mejorar la cobertura de radar, uso de aviones de patrullaje marítimo y patrulleros costeros y oceánicos por parte de México, Colombia y especialmente de los EE. UU., los narcotraficantes han modificado y adaptado nuevos métodos y tecnologías para evadir la detección en alta mar; diseñando y construyendo semi-sumergibles, apodados narcosubmarinos.
Un narcosubmarino de 20 metros puede transportar unas 10 toneladas de cocaína a una velocidad de 23 km/h. La primera vez que la Armada de los Estados Unidos capturó un narcosubmarino, fue en el 2006 a unos 145 kilómetros al oeste de Costa Rica. Los marinos estadounidenses lo apodaron Big Foot porque habían recibido rumores de la existencia de dichos navíos clandestinos, pero nunca habían visto uno. En 2006, las autoridades estadounidenses declararon que habían detectado tres narcosubmarinos; en 2008 reportan la detección de diez por mes, pero la tripulación del semi-sumergible invariablemente hunde su propio navío para destruir toda prueba de actos ilícitos. Aun cuando los narcotraficantes logran el trayecto de dos semanas hasta los EE. UU. sin ser detectados, los narcóticos son descargados y el aparato es hundido.

## Construcción

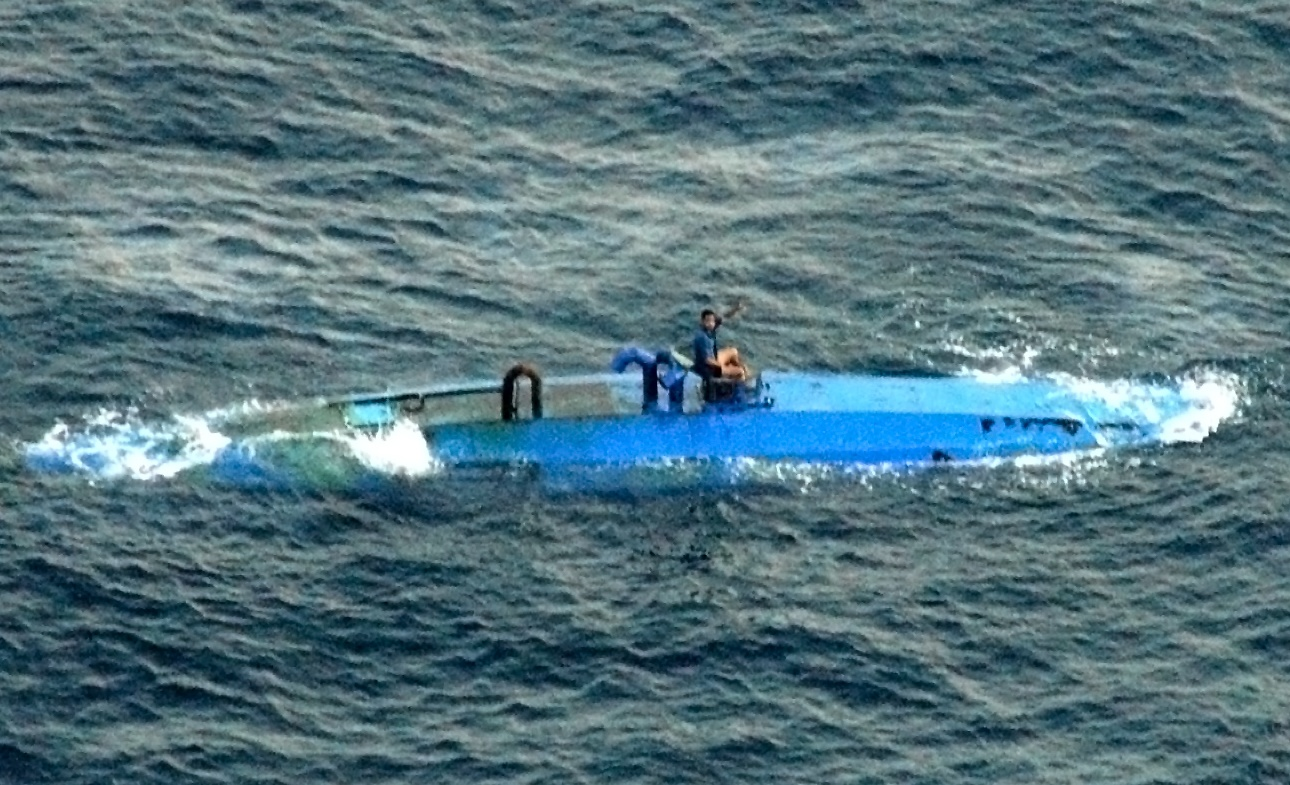
Un narcosubmarino momentos antes de ser interceptado por la Armada de los Estados Unidos (agosto de 2007).

La costa occidental de Colombia tiene muchos ríos que cruzan la selva y desembocan al Océano Pacífico, facilitando la construcción de varios astilleros clandestinos, difíciles de descubrir pero con un fácil acceso al mar. A veces, los narcosubmarinos son fabricados en una bodega, transportados por partes y ensamblados en las costas del Océano Pacífico o del Océano Atlántico. Se calcula que el tipo de narcosubmarinos que se han confiscado hasta la fecha, implica un costo de construcción de $1 millón de dólares por navío, así como un tiempo de construcción aproximado de un año. En el año 2000, la policía colombiana descubrió un submarino con casco metálico en una bodega en Bogotá, el cual estaba todavía en proceso de construcción con la ayuda de ingenieros navales rusos. Ya terminado, el submarino hubiera medido unos 32 metros de longitud, con una capacidad de carga de 15 toneladas de cocaína, un alcance de 3.800 kilómetros, y una capacidad de sumergirse de 100 metros (330 pies) de profundidad.
La tecnología aplicada a los semi-sumergibles ha evolucionado desde la década de los 1990, produciendo navíos más seguros, sofisticados y veloces. Normalmente, cuentan con estructura y cubierta de fibra de vidrio, un motor diésel de 300 - 350 hp y son tripulados por 3 o 4 pescadores contratados. Los navíos son capaces de transportar unas 10 toneladas de cocaína a un alcance de 3,200 kilómetros. Cuentan con tanques de combustible y con tanques de lastre para estabilidad y flotación regulable justo a la superficie del mar. Los navíos cuentan con ventilación permanente al exterior, pero ingenieros colombianos opinan que el calor en el interior ha de ser extremo, debido al clima, la humedad y al motor funcionando constantemente. Debido a que los narcosubmarinos son de fibra de vidrio y que se desplazan prácticamente debajo la superficie del mar, es muy difícil detectarlos por medio visual, radar o por sonar. Algunos narcosubmarinos cuentan con una delgada capa de plomo en la cubierta para evitar detección por medio de luz infrarroja. En la mayoría de los casos, la mejor oportunidad de detección es de día y por medio visual desde una aeronave. Estrategas estadounidenses y colombianos calculan que unos 25 - 40 narcosubmarinos realizaron el recorrido hasta los EE. UU. y calculan que la cifra se duplicará durante 2008.
El 12 de mayo de 2023 se incautó frente a Colombia un narcosubmarino de 30 metros de eslora, siendo el más grande jamás confiscado en la historia de Colombia, y cuya captura llegó a titulares de todo el mundo.

## Rutas

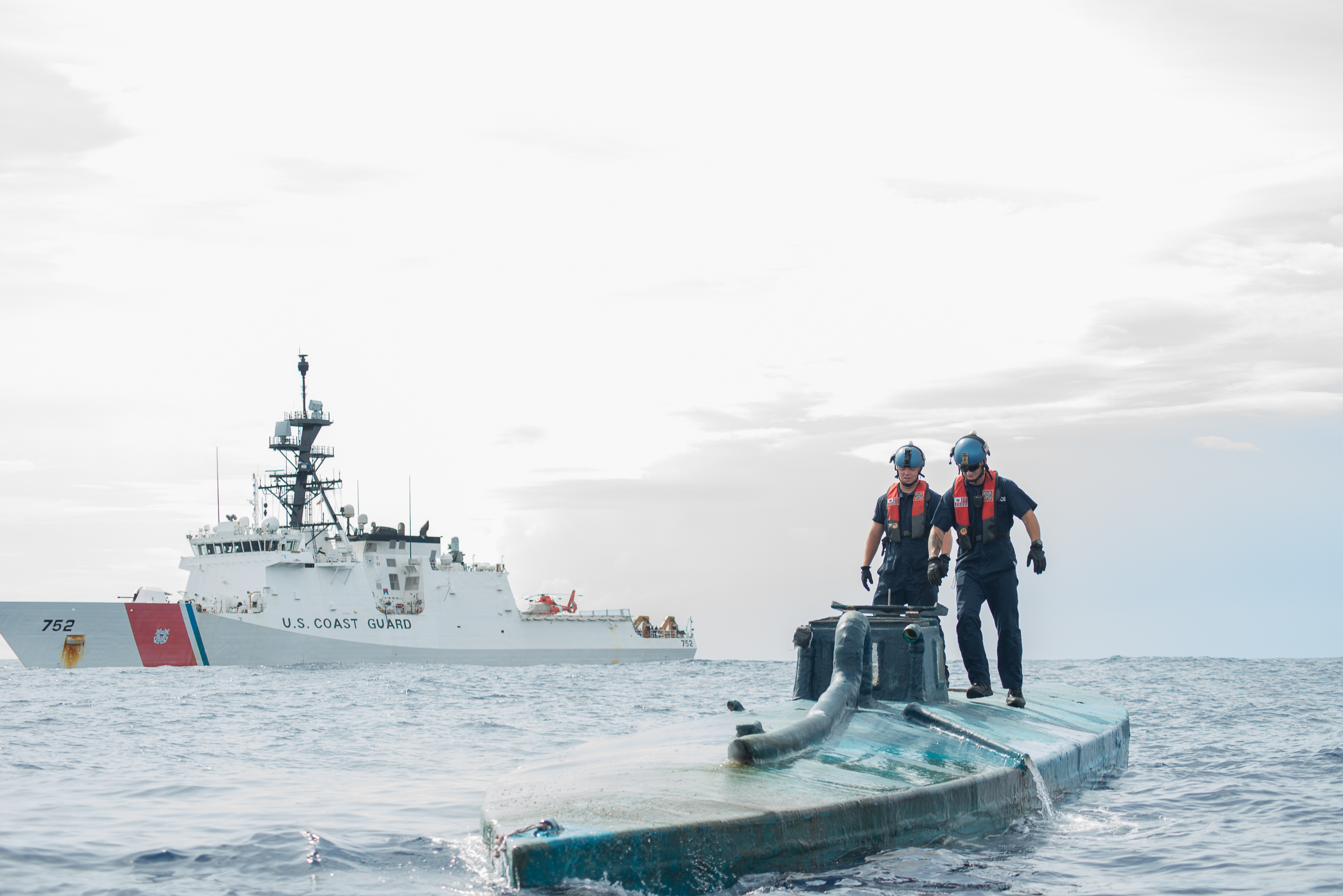
Buque semisumergible capturado por la Guardia Costera de Estados Unidos en julio de 2015.

Se han interceptado narcosubmarinos en el océano Pacífico, océano Atlántico y en el mar Caribe. Los guardacostas de los Estados Unidos declararon que los narcosubmarinos cuentan con navegación satelital (GPS) y un sistema de apoyo logístico completo por buques de pesca que los reabastecen de combustible, agua, comida e información de barcos y aeronaves en la proximidad. Para los tripulantes al mando de un narcosubmarino, completar su trayecto y entregar el cargamento de cocaína, representa un pago de salario de unos $100,000 dólares. En 2006, un narcosubmarino de 11 metros de largo fue encontrado abandonado en la costa de España. El 24 de noviembre de 2019 un narcosubmarino de 21,4 m fue interceptado en Galicia con 3200 kg de cocaína a bordo. Esta embarcación, está expuesta en el aparcamiento de la Escuela Nacional de Policía de Ávila desde febrero de 2021.
Entre 1993 y 2008, decomisaron en Colombia 26 narcosubmarinos tanto en proceso de construcción como en el mar; durante 2007 las fuerzas armadas de Colombia confiscaron un total de trece narcosubmarinos, y durante 2008, decomisaron ocho. Actualmente, los guardacostas estadounidenses se encuentran programando y ajustando sus hidrófonos (micrófono marino) para detectar los sonidos particulares de este tipo de navío desde larga distancia.
El Congreso de los EE. UU. está por producir una ley que les permita arrestar -en aguas nacionales e internacionales- a todo operador de semi-sumergibles no identificados, ya se confisquen narcóticos o no. El crimen llevaría una pena de 20 años de prisión.
El 16 de julio de 2008, la Armada de México interceptó a un narcosubmarino de 10 metros de largo navegando rumbo al norte a unos 200 kilómetros al sur del Puerto de Salina Cruz, Oaxaca, México. Haciendo uso de información proporcionada por agencias de EE. UU., un helicóptero naval, adecuadamente pertrechado y con fuerzas especiales de Infantería de Marina a bordo, efectuó una operación de inserción vertical vía soga rápida, sorprendiendo y arrestando a la tripulación de cuatro personas, la cual no opuso resistencia. El semi-sumergible portaba cerca de 6 toneladas de cocaína.
En marzo de 2021 fue intervenido por la policía nacional de España el primer narcosubmarino detectado en aguas del estrecho de Gibraltar, una embarcación semisumergible de 9 metros de eslora, tres de manga y tres de calado capaz de transportar dos toneladas de droga.